# تحویل پیتزا
تحویل پیتزا (انگلیسی: Pizza Delivery) قسمت پنجم فصل اول سریال باب اسفنجی است. این قسمت توسط سین دمپسی کارگردانی شد و در ۱۴ اوت ۱۹۹۹ ساعت ۲۲:۳۰ دقیقه شب به وقت ایالات متحده آمریکا از شبکه نیکولدیون پخش شد. داستان این قسمت از این قرار است که آقای خرچنگ سفارشی مبتنی بر تحویل پیتزا دریافت می‌کند. داستان این اپیزود باب اسفنجی تاحدودی شبیه به فیلم بزرگراه پاوا که در سال ۱۹۸۹ اکران شد است. در ایران این قسمت توسط شبکه پرشین تون دوبله و پخش شد.

## داستان
یکی دیگر از روز های کاری باب‌اسفنجی ، اختاپوس ، و آقای خرچنگ در رستوران به پایان رسیده است . همگی در حال رفتن به خانه هایشان هستند که ناگهان تلفن زنگ می خورد و آقای خرچنگ جواب می دهد. یک مشتری زنگ می زند و درخواست یک پیتزا می کند. و آقای خرچنگ به دروغ به او می گوید که ما پیتزا داریم تا پول آن مشتری را به جیب بزند. و با باقیمانده های همبرگر یک پیتزا درست می کند و او را به صورت رسمی تبدیل به اولین پیتزای رستوران خرچنگ می کند. او به باب‌اسفنجی و اختاپوس ماموریت می دهد تا پیتزا را  به مشتری ای که در یک شهر دیگر زندگی می کند برسانند. اما ماشین آنها در راه به مشکل موتور بر می خورد و آنها مجبور می شوند پیاده به شهر دیگر بروند . همچنین در راه ، به یک گردباد بر می خورند . گردباد هرچه بیشتر به آنها می چسبد ، چرا که باب‌اسفنجی جعبه پیتزا سفت چسبیده است و هرچه اختاپوس به او می گوید جعبه را ول کند بی توجه ای  رده و به حق مشتری پایبند است . آنها کلی راه می روند تا وقتی که در حال مردن از شدت گرسنگی هستند، اختاپوس به دنبال باب‌اسفنجی می رود تا پیتزا را از او بگیرد و آنرا بخورد . اما در همین حال می فهمند که به خانه مشتری رسیده اند . باب‌اسفنجی به خانه مشتری می رود تا سفارش را تحویل دهد. اما وقتی مشتری می بیند همراه با سفارش اش برای او نوشابه مجانی نیاورده اند سفارش را نمی پذیرد و باب اسفنجی را ناراحت می کند. و همین موضوع باعث خشم شدید اختاپوس می شود و او پیتزا را محکم به صورت مشتری می کوبد . سپس به محل کارشان رستوران خرچنگ باز می گردند .